# Diócesis de San Bernardino
La diócesis de San Bernardino (en latín: Dioecesis Bernardinopolitana y en inglés: Roman Catholic Diocese of San Bernardino) es una circunscripción eclesiástica de la Iglesia católica en Estados Unidos. Se trata de una diócesis latina, sufragánea de la arquidiócesis de Los Ángeles. Desde el 28 de diciembre de 2020 su obispo es Alberto Rojas.

## Territorio y organización
La diócesis tiene 72 243 km² y extiende su jurisdicción sobre los fieles católicos de rito latino residentes en 2 condados del estado de California: San Bernardino y Riverside.
La sede de la diócesis se encuentra en la ciudad de San Bernardino, en donde se halla la Catedral de Nuestra Señora del Rosario.
En 2020 en la diócesis existían 92 parroquias.

## Historia
La diócesis fue establecida el 14 de julio de 1978 con la bula Apostolici officii del papa Pablo VI, obteniendo el territorio de la diócesis de San Diego.
El 10 de marzo de 1981, con la carta apostólica Bernardinopolitanae dioecesis, el papa Juan Pablo II confirmó a san Bernardino de Siena como patrono principal de la diócesis, y a la Santísima Virgen María, venerada con el título de Nuestra Señora de Guadalupe, patrona secundaria.

## Estadísticas
Según el Anuario Pontificio 2021 la diócesis tenía a fines de 2020 un total de 1 797 173 fieles bautizados.
| Año                                                                             | Población            | Población | Población      | Sacerdotes | Sacerdotes    | Sacerdotes    | Bautizados por sacerdote | Diáconos permanentes | Religiosos | Religiosos | Parroquias |
| Año                                                                             | Bautizados católicos | Total     | % de católicos | Total      | Clero secular | Clero regular | Bautizados por sacerdote | Diáconos permanentes | Varones    | Mujeres    | Parroquias |
| ------------------------------------------------------------------------------- | -------------------- | --------- | -------------- | ---------- | ------------- | ------------- | ------------------------ | -------------------- | ---------- | ---------- | ---------- |
| 1980                                                                            | 235 665              | 1 358 844 | 17.3           | 176        | 120           | 56            | 1339                     | 18                   | 68         | 222        | 88         |
| 1990                                                                            | 412 790              | 2 212 405 | 18.7           | 237        | 152           | 85            | 1741                     | 67                   | 105        | 200        | 95         |
| 1999                                                                            | 821 443              | 3 042 385 | 27.0           | 236        | 142           | 94            | 3480                     | 79                   | 21         | 155        | 97         |
| 2000                                                                            | 881 631              | 3 116 676 | 28.3           | 245        | 126           | 119           | 3598                     | 85                   | 137        | 147        | 97         |
| 2001                                                                            | 899 416              | 3 212 000 | 28.0           | 249        | 138           | 111           | 3612                     | 89                   | 130        | 149        | 97         |
| 2002                                                                            | 943 898              | 3 254 821 | 29.0           | 236        | 125           | 111           | 3999                     | 92                   | 123        | 150        | 97         |
| 2003                                                                            | 1 000                | 3 402 155 | 29.4           | 241        | 144           | 97            | 4149                     | 92                   | 114        | 152        | 91         |
| 2004                                                                            | 1 017 196            | 3 556 631 | 28.6           | 244        | 144           | 100           | 4168                     | 91                   | 118        | 162        | 97         |
| 2014                                                                            | 1 622 829            | 4 901 000 | 33.1           | 266        | 152           | 114           | 6100                     | 111                  | 135        | 133        | 91         |
| 2017                                                                            | 1 703 846            | 4 489 159 | 38.0           | 272        | 151           | 121           | 6264                     | 121                  | 135        | 106        | 92         |
| 2020                                                                            | 1 797 173            | 4 622 361 | 38.9           | 280        | 153           | 127           | 6418                     | 140                  | 138        | 85         | 92         |
| Fuente: Catholic-Hierarchy, que a su vez toma los datos del Anuario Pontificio. |                      |           |                |            |               |               |                          |                      |            |            |            |

### Escuelas
- Aquinas High School, San Bernardino
- Notre Dame High School, Riverside
- Xavier College Preparatory High School, Palm Desert
- Our Lady of the Desert School, Yucca Valley

## Episcopologio
- Philip Francis Straling (14 de julio de 1978-21 de marzo de 1995 nombrado obispo de Reno)[4]
- Gerald Richard Barnes (28 de diciembre de 1995-28 de diciembre de 2020 retirado)
- Alberto Rojas, por sucesión el 28 de diciembre de 2020